# Dipartimento di Managua
Il dipartimento di Managua è uno dei 15 dipartimenti del Nicaragua, il capoluogo è la città di Managua.

## Comuni
1. Ciudad Sandino
2. El Crucero
3. Managua
4. Mateare
5. San Francisco Libre
6. San Rafael del Sur
7. Ticuantepe
8. Tipitapa
9. Villa El Carmen